# Haim Saban

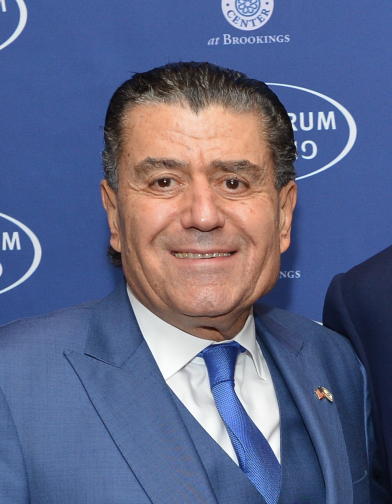
Haim Saban (2013)

Haim Saban (hebräisch חיים סבן; * 15. Oktober 1944 in Alexandria, Ägypten) ist einer der größten Medienunternehmer der Welt und Milliardär. Er besitzt die israelische und die US-amerikanische Staatsbürgerschaft.

## Leben
Der Sohn jüdischer Eltern wuchs in ärmlichen Verhältnissen in Ägypten auf. Sein Vater verkaufte Büroartikel, seine Mutter war Schneiderin. Als er 12 Jahre alt war, zog seine Familie nach Tel Aviv. Er versuchte sich zunächst als Konzertveranstalter in Israel, war aber 1973 nach einem Konzertflop zahlungsunfähig. Nach einigen Quellen versuchte er sich in dieser Zeit auch als Bassist in einer Band.
Trotz hoher Schulden zog er nach Paris und versuchte sich dort als Musikproduzent für TV-Filmmusik (Dallas (1978), Fernsehserie). 1983, nach ersten Erfolgen, ging er mit 500.000 US-Dollar nach Los Angeles. Dort importierte er zunächst japanische Zeichentrickfilme. 1993 schaffte er mit den Power Rangers den Durchbruch. 1995 gründete er mit Rupert Murdoch ein Joint Venture und startete den Kinderkanal Fox Kids.
Durch die Übernahme von Anteilen der Kirch-Gruppe-Gruppe (siehe auch: Leo Kirch) im August 2003 gehörte er auch zu den einflussreichsten Personen in der deutschen Medienlandschaft, er war unter anderem Hauptaktionär der ProSiebenSat.1 Media AG. Im Dezember 2006 verkauften Saban und die Investoren um ihn herum mit hohem Gewinn die Anteile an der ProSiebenSat.1 Media AG an ein Konsortium von Permira und KKR.
Im Januar 2006 wurde ein Antrag auf die Übernahme der ProSiebenSat.1 Media AG durch die Axel Springer AG vom Bundeskartellamt mit der Begründung einer potentiellen „Duopolstellung“ zusammen mit der Bertelsmann-Gruppe (gemeinsamer TV-Marktanteil: 40 %) abgewiesen. 
In der Zeit bis August 2005 machte Sabans Medienkonzern ein gewaltiges Plus, das dem Medienmogul einen großen Gewinn eingebracht hat: Geschätzte 800 Millionen Euro investierten er und seine Partner 2003 inkl. einer späteren Kapitalerhöhung. Der Marktwert im August 2005 lag bei fast 2,5 Milliarden Euro. Einen ähnlichen Erfolg konnte er schon 2001 erzielen, als er den zusammen mit Rupert Murdoch aufgebauten Familiensender Fox Family an Walt Disney für 5,3 Milliarden US-Dollar (damals ca. 5,6 Milliarden Euro) verkaufte.

## Politik
Er gilt als guter Freund des Ex-US-Präsidenten Bill Clinton. In Israel hatte er Sympathien für Schimon Peres und die Arbeitspartei. Im Präsidentschaftswahlkampf 2012 stellte er sich klar auf die Seite Barack Obamas und stellte in einem Gastbeitrag für die New York Times gerade dessen von konservativer Seite oft in Zweifel gezogene Verbundenheit mit Israel heraus.
Bei der Präsidentschaftswahl 2016 unterstützte er Hillary Clinton mit insgesamt 11,5 Millionen US-Dollar.
2002 gründete er das Saban Center for Middle East Policy an der Brookings Institution.

## Filmografie (Auswahl)
- 1984: Münchhausens Abenteuer auf dem Mond (Le secret des sélénites)